# 乞伏轲埿
乞伏轲埿（?—?），西秦宗室，陇西鲜卑乞伏结权的儿子，乞伏利那、乞伏祁埿的兄弟。
乞伏祁埿死后，哥哥乞伏利那之子乞伏述延立。在苑川大破讨鲜卑莫侯，降其部落二万余人，住在苑川。以叔父乞伏轲埿为师傅，委以国政，斯引乌埿为左辅将军，镇守蔡园川，出连高胡为右辅将军，镇守至便川，叱卢那胡为率义将军，镇守牵屯山。